# Castello di Marly
Il castello di Marly era una residenza reale francese situata nell'odierno comune di Marly-le-Roi, che confinava con il parco reale e che inizialmente era stato creato per il castello.
Nel castello di Marly, Luigi XIV di Francia si rifugiò per sfuggire alle formalità di Versailles. Camere più piccole significava infatti meno compagnia e quindi meno protocollo; i cortigiani, che lottarono tra loro per essere invitati al Marly, furono alloggiati in dodici padiglioni costruiti su due linee che fiancheggiano la grande fontana posta di fronte alla residenza del re.

## Storia
I lavori per la costruzione del castello iniziarono nella primavera del 1679, il 22 maggio, prima che Luigi XIV avesse spostato permanentemente la sua corte a Versailles. Il re voleva costruire una residenza isolata nelle sue proprietà situate tra i boschi tra la reggia di Versailles e il castello di Saint-Germain-en-Laye e così scelse Marly.
Il progetto per la costruzione di Marly è frutto della collaborazione dell'architetto Jules Hardouin Mansart e del pittore Charles Le Brun, che avevano già lavorato insieme per la realizzazione della Galerie des Glaces a Versailles. Nel giugno 1684 vennero ultimati i lavori dell'impianto idraulico e la costruzione si poteva considerare quasi completata. Nel 1686 fu inaugurato per la prima volta dal re e da una ristretta cerchia di ospiti che vi alloggiarono per qualche giorno. Nel 1688 fu aggiunto il grand abreuvoir à chevaux, un abbeveratoio per cavalli, e fino alla sua morte Luigi XIV continuò ad aggiungere altri abbellimenti al parco boscoso e creò nuove fontane, tra cui la rivière o grande cascade costruita tra il 1697 e il 1698.
Nel 1712, in questo castello, morì anche Luigi di Borbone-Francia (1682-1712), duca di Borgogna e Delfino di Francia. L'intera corte si era ritirata a Marly per sfuggire ad un'epidemia di morbillo che decimò dal 1710 la famiglia reale.
Durante i regni di Luigi XV e del successore Luigi XVI la residenza venne trascurata e andò in rovina a poco a poco. Il re di Francia soggiornò nel castello per l'ultima volta nel luglio 1789.
Con la Rivoluzione francese, il castello venne saccheggiato dai rivoluzionari e alcune opere vennero portate altrove, come le sculture di Guillaume Coustou, i cavalli di Marly, che furono portate a Parigi (1794) e collocate all'ingresso degli Champs-Élysées (oggi si trovano nel Museo del Louvre). Il 31 marzo 1799 venne poi acquistato dal parigino Alexandre Sagniel, che lo trasforma in una fabbrica per filare il cotone. L'azienda però non fu molto redditizia e Sagniel cercò di recuperare soldi smantellando il castello e rivendendo il materiale recuperato, ma nel 1806 la sua azienda fallì, velocizzando così la demolizione e le rovine rimaste verranno poi riacquistate dall'impero nel 1810. A causa di un dissidio tra Sagniel e Napoleone, quest'ultimo vi stanzierà delle truppe che contribuirono alla distruzione del castello, saccheggiando quello che restava.
Attualmente non resta niente di visibile del castello, se non i segni sul terreno delle fondamenta del padiglione reale.